# بورصة أثينا
بورصة أثينا (ASE أو ATHEX) هي بورصة اليونان، ومقرها في العاصمة أثينا. تأسست في عام 1876، وهناك حاليا خمسة أسواق تعمل بها: سوق الأوراق المالية الخاضعة للتنظيم، وسوق المشتقات الخاضعة للتنظيم، والسوق البديلة، وسوق الكربون (لتجارة الانبعاثات) وسوق التداول خارج البورصة. في سوق الأوراق المالية المنظم يمكن للمستثمرين التداول في الأسهم والسندات وصناديق الاستثمار المتداولة والأوراق المالية الأخرى ذات الصلة.

## روابط خارجية
- الموقع الرسمي
- أسعار الأسهم وتغيرات الأسعار اليومية على الموقع الرسمي
- هيئة سوق رأس المال اليونانية: موقع اللغة الإنجليزية